# Lundershausen
Lundershausen ist ein zum Ortsteil Hauteroda der Stadt An der Schmücke gehörendes Gehöft im Kyffhäuserkreis in Thüringen.

## Lage
Lundershausen befindet sich 250 Meter westlich von Hauteroda und war früher ein eigenständiges Dorf mit Kirche und einem Rittergut. Südlich verläuft bei Hemleben die Bundesautobahn 71.

## Geschichte
Am 29. September 1299 wurde das Dorf erstmals urkundlich erwähnt.
Nun gehört das Gehöft Lundershausen zu Hauteroda. Die letzten Reste des ehemaligen Rittergutes wurden wegen Baufälligkeit auf Beschluss des Gemeinderates am 1. Juli 2013 abgerissen. Übrig geblieben ist eine unbebaute Fläche mit Steinhaufen (siehe Bilder).